# 部埼灯台

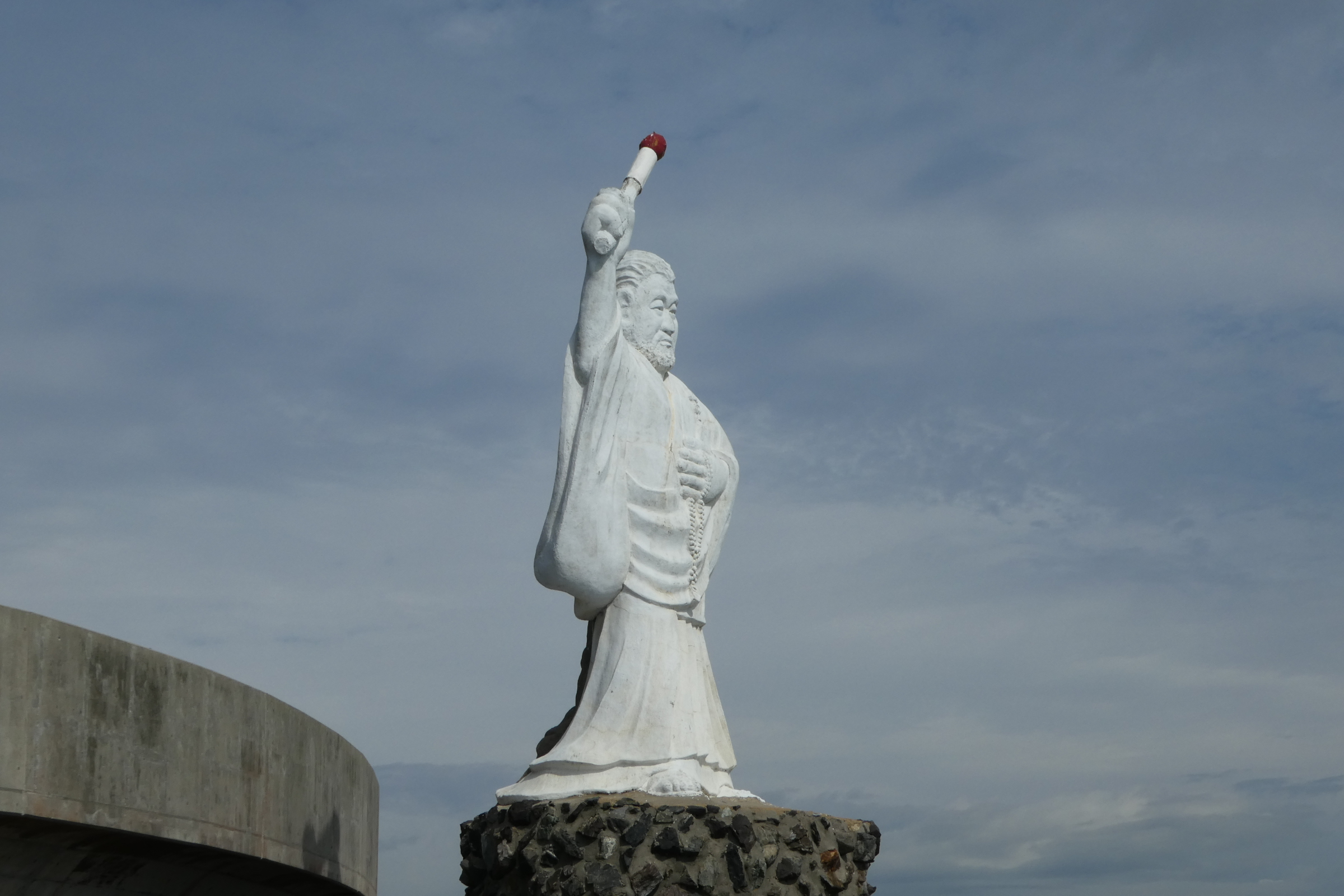
部埼灯台の下、海沿いに建つ僧清虚像（2017年9月）

部埼灯台（へさきとうだい）は、福岡県北九州市門司区企救半島の北東端、瀬戸内海周防灘に面した小高い丘の部埼に立つ、石造の大型灯台。
隣接して早鞆瀬戸の潮流を表示する部埼潮流信号所がある。

## 概要
大政奉還により江戸幕府最後の年となった慶応3年4月（1867年）、兵庫開港に伴う外国船の安全航行を確保するため、幕府がイギリスとの間で締結した大坂約定（大坂条約）で設置を約束した五カ所の灯台の一つ。明治新政府が事業を引き継ぎ、「灯台の父」と呼ばれるリチャード・ヘンリー・ブラントンの設計により、1872年に関門海峡の東・周防灘口の九州側の位置に建設されたもの。現在、関門航路及び門司港の東南端となっている。
この灯台は、歴史的文化財的価値が高いAランクの保存灯台で、日本の灯台50選にも選ばれている。2020年に国の重要文化財に指定された。
2016年10月3日より、登り口の石段が一部崩落し灯台周辺は立入禁止となっていた。のち、復旧工事が完了し、12月27日をもって立入禁止は解除された。
国の重要文化財に指定されているが、2024年4月に灯台上部のガラスの破損が発見され、周辺に石が散乱していたことなどから、警察では文化財保護法違反の疑いで捜査している。

## 歴史
- 1871年（明治3年12月[2]）に着工。
- 1872年（明治5年1月22日[2]）に石油灯で初点灯した。
- 1895年（明治28年）にフランスから輸入した回転式のレンズに改められる。
- 1945年（昭和20年）10月9日、灯台沖で輸送船「梅丸（884トン）」が触雷により沈没[9]。
- 1981年（昭和56年）10月から無人化される。
- 1998年（平成10年）に第50回灯台記念日の行事として行われた「あなたが選ぶ日本の灯台50選」に選ばれる。
- 2020年 国の重要文化財に指定[5][6]。

## 収録海図
| 海図番号 | 図名               | 縮尺   | 図積 |
| -------- | ------------------ | ------ | ---- |
| W127     | 関門海峡東口及付近 | 50,000 | 全   |
| W135     | 関門海峡           | 25,000 | 全   |
| W1262    | 関門港東部         | 15,000 | 全   |

## 文化財
以下の物件が国の重要文化財に指定されている。
- 部埼灯台 2基1棟
  - 灯台 1基
  - 旧官舎 1棟
  - 旧昼間潮流信号機 1基
  - 附 旧日時計 1基
  - 附 石垣2基